# Rheumaptera mediofasciata
Rheumaptera mediofasciata är en fjärilsart som beskrevs av Bubacek 1922. Rheumaptera mediofasciata ingår i släktet Rheumaptera och familjen mätare. Inga underarter finns listade.